# Фраганьяно
Фраганьяно (итал. Fragagnano) — коммуна в Италии, располагается в регионе Апулия, в провинции Таранто.
Население составляет 5543 человека (2008 г.), плотность населения составляет 257 чел./км². Занимает площадь 22 км². Почтовый индекс — 74022. Телефонный код — 099.
Покровителями коммуны почитаются святой Иосиф Обручник и sant'Antonio di Padova, праздничные дни 12-13 августа и 13-14 марта.

## Демография
Динамика населения:

## Администрация коммуны
- Официальный сайт: http://www.comune.fragagnano.ta.it/